# Júgen (illusztrátor)
Júgen (ゆーげん; Hepburn: Yūgen) japán illusztrátor. Csiba prefektúrában született, Tokióban él.

## Jelentősebb munkái

### Borítók
- Grimoire no keijaku-sa (グリモワールの契約者?) (író: Kido Hideto, kiadó: Dengeki Bunko)
- Taszogare szekai no zettai tószó (黄昏世界の絶対逃走?) (író: Motooka Fujusigeru, Gagaga Bunko)
- Rune no kodomo-tacsi (ルーンの子供たち?)　(író: Jeon Min-hee, kiadó: Ohzora Shuppan)
- Bisódzso szensi Cutie Panzer (美少女戦士キューティ・パンツァー?) (író: Mikadote Curó, kiadó: Megami Bunko)
- Temptation Crown (テンプテーション・クラウン?) (író: Jukino Sizuka, kiadó: Super Dash Bunko)
- Outbreak Company (アウトブレイク・カンパニー?) (író: Szakaki Icsiró, kiadó: Kodansha Ranobe Bunko)
- Kiszu kara hadzsimaru szenki otome (Valkyria) (キスから始まる戦機乙女(ヴァルキュリア)?) (író: Cukimi Szóhei, kiadó: MF Bunko J)
- Cross×Regalia (クロス×レガリア?) (író: Szanda Makoto, kiadó: Kadokawa Sneaker Bunko)
- Minute (ミニッツ?) (író: Otono Jomodzsi, kiadó: Dengeki Bunko)
- Kuró szandacu no sikkó-sa (クロウ 簒奪の執行者?) (író: Tacsibana Pan, kiadó: Asahi Shimbun Shuppan)
- Kokka madó szaisú heiki sódzso Arc Row (国家魔導最終兵器少女アーク・ロウ?) (író: Cukasza, kiadó: Fujimi Fantasia Bunko)
- Kakumei-ki Valvrave: Novelizations Series (革命機ヴァルヴレイヴ-ノベライズシリーズ?) (író: Otono Jomodzsi, kiadó: Dengeki Bunko)
- Life Alive! (ライフアライヴ!?) (író: Aszano Hadzsime, kiadó: MF Bunko J)
- Flame ókoku kóbó-ki (フレイム王国興亡記?) (író: 疎陀陽, kiadó: Overlap Bunko)
- Szakka kanodzso. Kudzsó Haruka no Jasuaka ga koiniocsiru made (作家彼女。 九条春華の「八坂が恋に落ちるまで」?) (író: Penta Bu, kiadó: Enterbrain)

### Animefilmek
- Gekidzsó-ban Toaru madzsucu no Index: Endymion no kiszeki (劇場版 とある魔術の禁書目録 -エンデュミオンの奇蹟?) (2013, kosztümtervezés)

### Animék
- Outbreak Company (アウトブレイク・カンパニー?) (A gyűjteményes DVD-kiadás borítója)
- Kakumei-ki Valvrave (革命機ヴァルヴレイヴ?) (az 1. DVD/BD-kiadás illusztrációi)
- Guilty Crown (ギルティクラウン?) (a 10. epizód end cardja)
- Sword Art Online (ソードアート・オンライン?) (a 2. epizód end cardja)
- Star Driver: Kagajaki no Takuto (STAR DRIVER 輝きのタクト?) (az újravetített kiadás 1. epizódjának end cardja)
- Mondaidzsi-tacsi ga i szekai kara kuru szódeszu jo? (問題児たちが異世界から来るそうですよ??) (a 7. epizód end cardja)
- Ore no imóto ga konna ni kavaii vake ganai (俺の妹がこんなに可愛いわけがない。?) (az 5. epizód zárófőcímének illusztrációja)
- Singeki no kjodzsin (進撃の巨人?) (a 16. epizód end cardja)
- Rozen Maiden (ローゼンメイデン?) (az új anime 13. epizódjának end cardja)
- Dzsúó mudzsin no Fafnir (銃皇無尽のファフニール?) (az 5. epizód end cardja)

### Videojátékok
- Bravely Defeault: Praying Brage (ブレイブリーデフォルト プレイングブレージュ?) (2014, szereplőtervező, illusztrációk)
- Atelier Sophie: The Alchemist of the Mysterious Book (ソフィーのアトリエ 〜不思議な本の錬金術士〜?) (2015, szereplőtervező)
- Kaku-szan-szei Million Arthur (拡散性ミリオンアーサー?) (kártyatervező)

### Egyéb illusztrációk
- A Comic Market 86 katalógusának borítója (コミックマーケット86 カタログ?)
- A Comic Market 86 webes katalógusának borítója (コミックマーケット86 ＷＥＢカタログ?)
- Pixiv Festival 2014 vendégillusztrációk (pixiv祭 2014?)
- A Super Comic City 23 katalógusának borítója (スーパーコミックシティ23 カタログ?)
- Queens Blade: The Duel (クイーンズブレイド・ザ・デュエル?) (kártyaillusztrációk)
- Boku va tomodacsi ga szukunai Official Anthology Comic 3 (僕は友達が少ない 公式アンソロジーコミック３?) (表紙イラスト)
- Mimori Szuzuko Universal Page (ユニバーページ?) lemezborító
- Kodansha Ranobe Bunko Challenge Cup (講談社ラノベ文庫チャレンジカップ?) illusztrációk
- Esi 100 ri-ten 04 (絵師100人展04?) illusztrációk
- Esi 100 ri-ten 05 (絵師100人展05?) illusztrációk[2]

### Mangák
- Kikan Geletin (季刊GELATIN?): Mel to hókisbósi (メルとほうき星?) (2010 tavasz, 2010 ősz, 2011 tél–2011 tavasz)
- Kikan Geletin (季刊GELATIN?): Kocsira vangan bóei szenszen, idzsó nasi (こちら湾岸防衛戦線、異常なし。?) (2010 nyár)